# اسکای فایر (مرورگر)
اسکای فایر (آتش آسمانی) یک مرورگر وب همراه است که صفحات وب درخواستی را در یک سرور اختصاصی رندر می‌کند. این مرورگر برای اندروید و iOS عرضه شده‌است. تاکنون نسخه‌های گوناگونی از این مرورگر عرضه شده‌است که هم‌اکنون آخرین ورژن آن 4.x می‌باشد.

## جوایز
| سازمان                   | تاریخ جایزه | عنوان جایزه                                     |
| ------------------------ | ----------- | ----------------------------------------------- |
| CNN                      | ۲۰۱۲        | جزوء ۱۰ نرم‌افزار برتر سفر آی پد                 |
| Yahoo News / Appolicious | ۲۰۱۲        | بهترین نرم‌افزار رایگان اندروید                  |
| Time Magazine            | ۲۰۱۲        | ۵۰ بهترین نرم‌افزار آیفون در سال 2012            |
| Apple                    | ۲۰۱۱        | برترین نرم‌افزار کاربردی آی پد                   |
| Tech Crunch              | ۲۰۱۰        | جزوء ۴۰ نرم‌افزار برتر آیفون                     |
| Tech Crunch              | ۲۰۱۰        | جزوء ۳۰ برنامه برتر اندروید                     |
| Into Mobile              | ۲۰۱۰        | برترین نرم‌افزار iOS                             |
| Tech Crunch              | ۲۰۱۰        | انتخاب شده به عنوان دومین نرم‌افزار برتر اندروید |
| PC Magazine              | ۲۰۱۰        | برترین مرورگر اندروید                           |
| Webby                    | ۲۰۰۹        | برترین نرم‌افزار براساس رای مردم                 |
| Read Write Web           | ۲۰۰۸        | یکی از ۶ نرم‌افزار که باید داشته باشیم           |
| Laptop Magazine          | ۲۰۰۸        | Mobile Maverick Award                           |